# Thibault Vanderhaegen
Thibault Vanderhaegen (Kortrijk, 16 februari 1998) is een Belgisch basketballer.

## Carrière
Vanderhaegen speelde in de jeugd bij Blue Rocks Ronse-Kluisbergen, Basket Waregem en in de tweede ploeg van Oostende bij BC Gistel-Oostende. Hij zette zijn carrière voort bij de Nederlandse club Den Helder Suns waar hij zijn profdebuut maakte. Na twee seizoenen keerde hij terug naar België en ging aan de slag bij de Leuven Bears. in 2021 verlengde hij zijn contract bij de Bears met twee seizoenen. Aan het begin van het seizoen 2022/23 geraakte hij geblesseerd en miste daardoor de competitie start. Voor het seizoen 2024/25 maakte hij de overstap naar Limburg United.